# Barabás Loránd
Barabás Loránd, 1900-ig Blau Loránd (Budapest, 1884. február 12. – Budapest, 1941. november 19.) újságíró, dramaturg, színházigazgató, műfordító, kritikus.

## Élete
Blau Vilmos könyvvivő és Schönfeld Gizella fia. Tanulmányait szülővárosában végezte, 1902-ben a Berzsenyi Dániel Gimnáziumban érettségizett. 1902-től Budapesten működött újságíróként. Először a Független Magyarország, 1913-tól a Déli Hírlap, majd az Est-lapok munkatársa, a Pesti Napló színházi rovatvezetője volt. Ezt követően dramaturgként dolgozott az Andrássy úti Színházban, s az igazgatóságban dolgozott, majd 1927-ben kinevezték az intézmény művészeti igazgatójának. Írásai megjelentek a Színházi Élet és a Tolnai Világnapja című lapokban is. Novellákat, verseket és regényeket írt.
Házastársa Pásztor Erzsébet volt, Klein Lipót és Pikler Berta lánya, akivel 1914. augusztus 17-én Budapesten, az Erzsébetvárosban kötött házasságot. 1920-ban elváltak.
Temetése a Kozma utcai izraelita temetőben volt, ahol Hevesi Ferenc főrabbi búcsúztatta.

## Művei

### Drámái
- Orkán, dráma három felvonásban. Társszerző: Földes Imre (kéziratban maradt)[9]
- Rasputin, dráma 3 felvonásban. Társszerzők: Laczkó Géza és Csortos Gyula. Bemutató: 1929. április 27., Magyar Színház

### Fordításai
- Oszip Dümov: A viasz-gyerek (Budapest, 1922)
- Hans Járay: Géraldine, vígjáték három felvonásban. Bemutató: 1935